# Брахвиц
Брахвиц (нем. Brachwitz) — деревня в Германии, в земле Саксония-Анхальт. Находится в подчинении администрации города Веттин-Лёбеюн.
Население составляет 1009 человек (на 31 декабря 2006 года). Занимает площадь 8,34 км².

## История
Поселение имеет славянские корни. Предположительно, впервые упоминается в 1271 году. С конца XIII века здесь существовала церковь. В 1603 большая часть деревни была уничтожена пожаром. В XVIII веке в районе Брахвиц велась добыча угля.
Ранее Брахвиц имел статус коммуны и подчинялся управлению Залькрайс-Норд. 1 января 2011 года города Веттин, Лёбеюн и несколько коммун управления Залькрайс-Норд были объединены, образовав новый город Веттин-Лёбеюн. Брахвиц вошёл в состав этого города.

## Известные уроженцы
- Карл Венцель-Тейченталь (1876—1944), крупный предприниматель, казнённый за причастность к Заговору 20 июля.